# ANTEL
«ANTEL» — ведущий оператор сотовой связи Уругвая, принадлежащий государству. Предоставляет услуги сотовой связи стандарта GSM. Делит рынок сотовой связи с двумя другими компаниями — Claro и Movistar. В качестве мобильного оператора использует бренд ANCEL.
Также является фактически монополистом на рынке стационарной телефонии и установки ADSL-модемов для населения Уругвая. ANTEL принадлежат бренды Ancel, Ruralcel, UruguayNet.
ANTEL — это аббревиатура, которая расшифровывается с испанского как Administración Nacional de Telecomunicaciones («Национальная администрация по телекоммуникациям»). Иногда также используется написание Antel.

## История

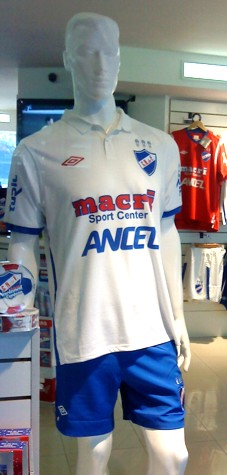
Форма ФК «Насьональ» с логотипом ANCEL.

Компания была основана в 1974 году и первоначально занималась поставкой услуг телефонии для населения. В 1992 году президент Уругвая Луис Альберто Лакалье позволил приватизировать государственные предприятия, что коснулось и ANTEL, однако вскоре, после референдума, итоги приватизации были пересмотрены и фактически из всех госпредприятий в частные руки перешло лишь одно — авиакомпания PLUNA, аффилированная с международным аэропортом Карраско. ANTEL же вернулась под управление государства и на данный момент безраздельно владеет монополией в наземной телефонии Уругвая.
Согласно статье в журнале Mother Jones, в 1995 году Business Software Alliance обнаружила, что ANTEL использовала пиратское программное обеспечение Microsoft, Novell и Symantec стоимостью 100 тысяч долларов. Юристы BSA в Уругвае незамедлительно подали иск, но отказались от преследования в 1997 году, когда ANTEL подписала «специальное соглашение» с Microsoft о замене всего программного обеспечения на продукты Microsoft. Это привело к обвинениям BSA, в том что она является прикрытием для Microsoft, а остальные участники нужны лишь для того, чтобы замаскировать её доминирующую роль.
ANTEL является спонсором многих спортивных команд, в частности, двух ведущих уругвайских футбольных клубов — «Пеньяроля» и «Насьоналя». Также компания является титульным спонсором (под брендами ANTEL или ANCEL) ряда спортивных турниров.

## Башня ANTEL

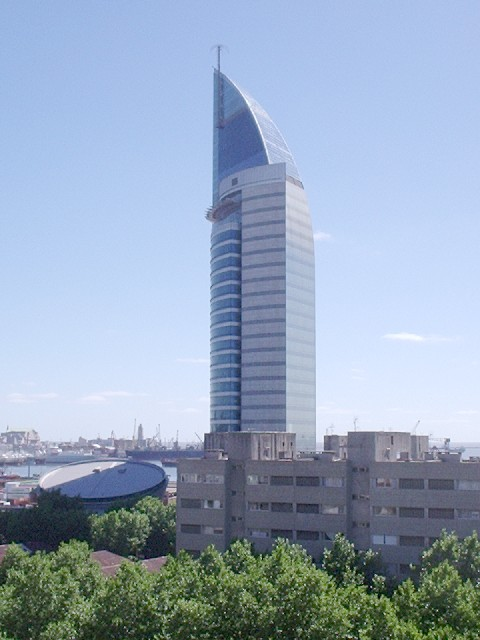
Телекоммуникационная башня (ANTEL)

Штаб-квартира корпорации ANTEL расположена в так называемой Телекоммуникационной башне (Torre de las Telecomunicaciones), более известной как просто Башня ANTEL. Это 158-метровое здание — самое высокое в Уругвае. На его постройку было потрачено 102 миллиона долларов. Многие политические соперники бывшего президента Уругвая Хулио Марии Сангинетти (1995—2000), в бытность которого была возведена Башня, обвиняли того в излишних растратах и увековечивании себя в таком «монументе».